# Diego Ribero
Diego Ribero (también conocido como de Ribero, (de) Rivero, Ribeiro o Ribeira en los documentos portugueses) ( ? - Sevilla, 16 de agosto de 1533) fue un cosmógrafo (cartógrafo) e inventor portugués que trabajó desde 1518 al servicio de la Corona española.

## Biografía

### Primeros años

El gran mapa de Diego Ribero de 1527: Reproducido del original en el biblioteca de Weimar.

El gran mapa de Diego Ribero de 1529: Reproducido del original en el museo de la 'Propaganda' de Roma del Papa León XIII. Reproducción de W. Griggs, Londres, hacia 1887.

Nacido como Diogo Ribeiro, en portugués, era hijo de Alfonso Ribeiro y Beatriz de Oliveira, aunque no hay registro conocido de la fecha y el lugar de su nacimiento. Se cree que se habría convertido en marino a una edad temprana y que habría participado en varios viajes a la India como piloto de barco. Según varios informes, Ribero habría navegado con Pedro Alfonso de Aguiar, quien se desempeñó como capitán en las armadas de los exploradores Vasco da Gama (1502), Lopo Soares de Albergaria (1504), y Alfonso de Albuquerque (1509).

### Carrera al servicio de los españoles
Entró al servicio de Carlos I de España en 1518, como cosmógrafo de la Casa de Contratación de Sevilla, adoptando la carta de naturaleza española hacia 1519. Posiblemente participó en la preparación de los mapas llevados en la Expedición de Magallanes-Elcano, la primera circunnavegación de la Tierra.
El 10 de junio de 1523 fue nombrado «cosmógrafo real» y «maestro de hacer cartas, astrolabios y otros instrumentos de navegación», y finalmente sucedió a Sebastián Caboto como piloto mayor del reino, cuando Caboto partió en un viaje. (Caboto publicó su primer mapa en 1544.)
En 1524 Ribero participó como integrante en la delegación española en la Conferencia de Badajoz, constituida para resolver la disputa hispanoportuguesa sobre si las islas Filipinas caían del lado español o portugués en la división hemisférica acordada en el Tratado de Tordesillas.
En 1527 se encargó de realizar el Padrón real (también Patrón real) de dicho año, el mapa maestro oficial, y secreto, a partir del cual se hacían las cartas de navegación usadas en todos los barcos españoles de la época, considerado el primer mapa científico del mundo.
En 1531 inventó una bomba de achique de bronce, que lograba evacuar diez veces más agua que anteriores modelos.
Diego Ribero murió en 1533.

## Primer mapa científico del mundo

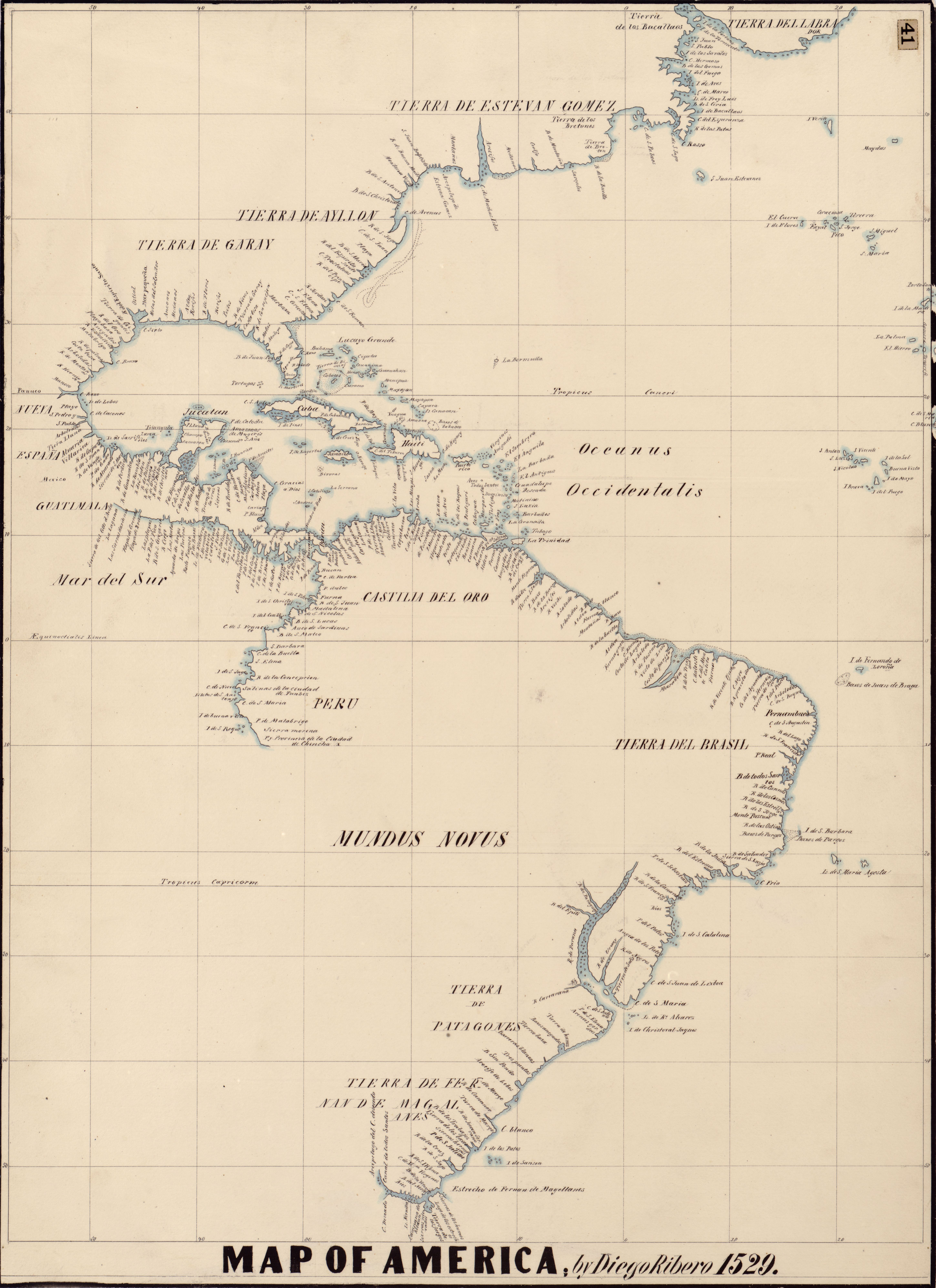
Mapa del Nuevo Mundo (Mundus Novus) de Diego Ribero de 1529, copia en la Biblioteca del Congreso de Estados Unidos

La obra más importante de Ribero es el Padrón real de 1529. Dicho padrón, del que se conservan copias en la biblioteca de Weimar (Mundus Novus) y en la biblioteca Vaticana (Ciudad del Vaticano) (Propaganda Map), es el primer planisferio basado en observaciones empíricas de latitud. Está fuertemente influenciado por la información recopilada durante el viaje de Magallanes-Elcano.
El mapa delinea con bastante precisión las costas de Centroamérica y Suramérica: incluye a las islas Malvinas, aunque no aparecen ni Australia ni la Antártida, y el subcontinente indio figura con un tamaño demasiado pequeño. El mapa muestra por primera vez, entre otros, la extensión real del océano Pacífico y también por vez primera, de forma continua, la costa oriental de América del Norte (posiblemente basándose en la exploración de dicha costa de Esteban Gómez en 1525). También muestra las líneas del Tratado de Tordesillas. Al río Orinoco se le denomina río Dulce.